# 大连周水子国际机场

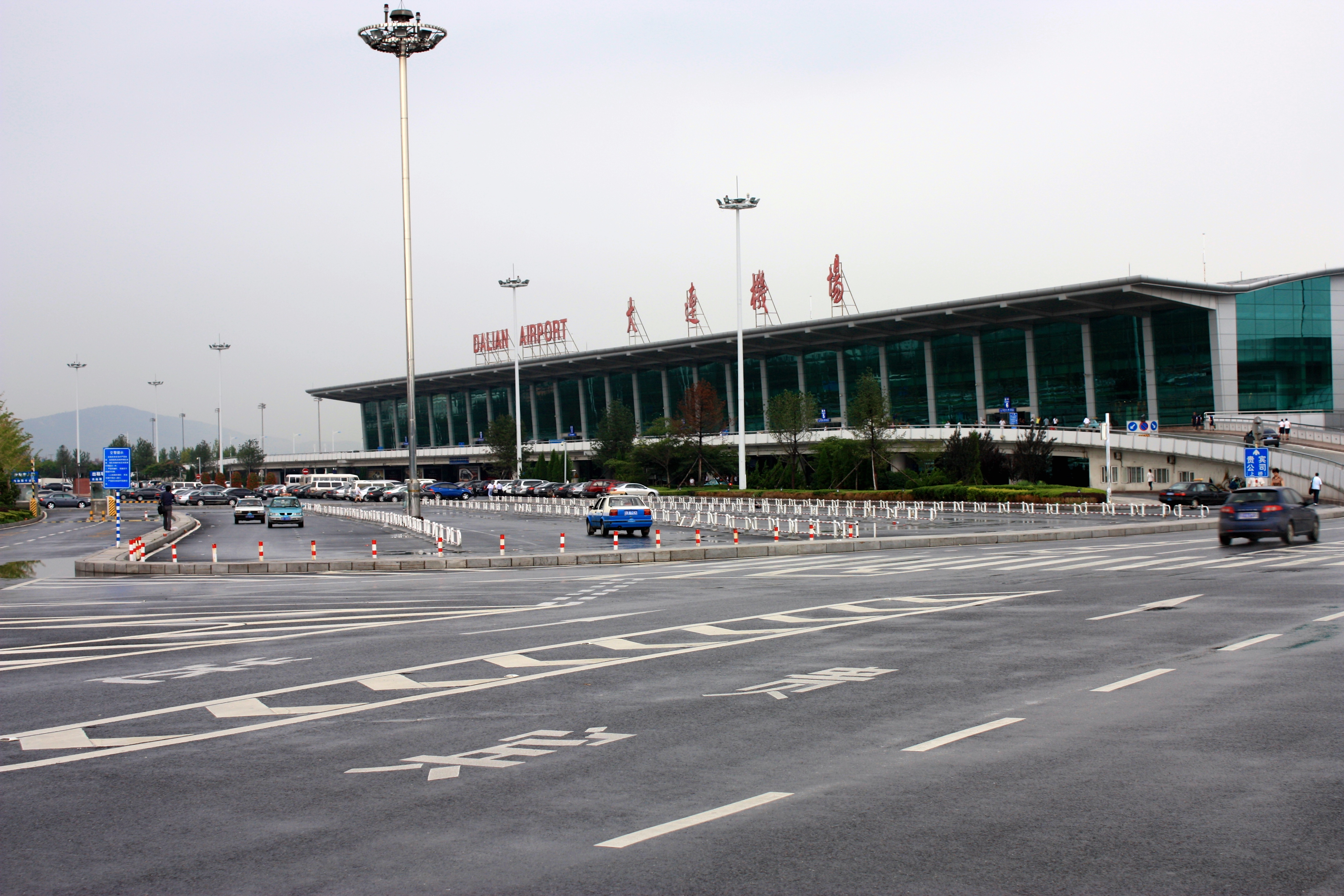
大连机场主航站楼

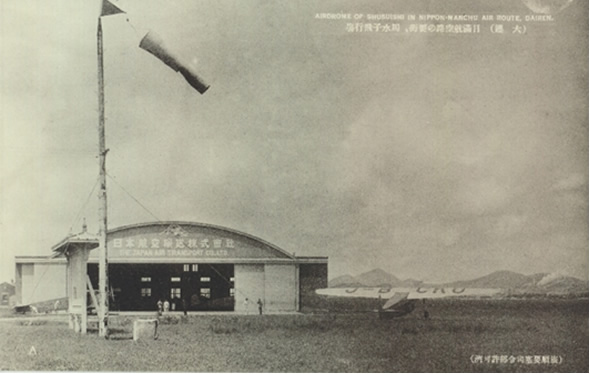
1928-1938年的周水子机场

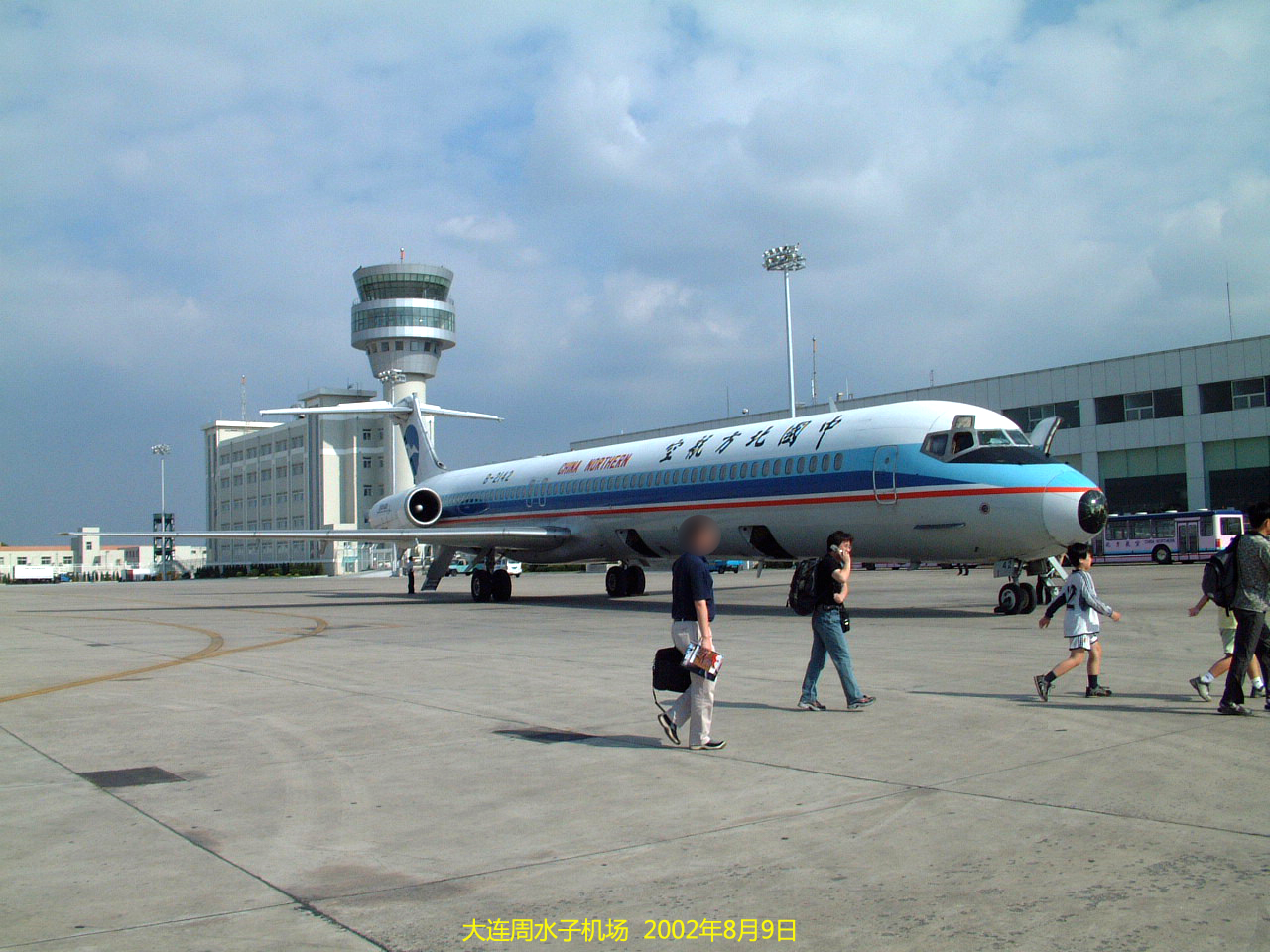
2002年时的周水子机场及中国北方航空客机

大连周水子国际机场是遼寧省大连市的国际机场，位于市郊西北部。日本通过日俄战争取得大连后，于1927年建造周水子机场，二战后苏联空军代管机场十年，于1955年移交中国人民解放军。1973年改建为民用机场，是中国国家一级民用国际机场，位于大连市甘井子区，佔地284.46公顷。2018年大连机场完成旅客吞吐量1877万人次，位居全国第24名。2019年大连机场完成旅客吞吐量2000万人次，国际旅客量突破200万。

## 历史
1924年，日本关东军将清朝末年遗留下来的“周水子跑马场”改建为机场，当时称为“大连飞行场/周水子飞行场”，以作为日本侵略中国的航空基地。1927年，机场建成后，日本人在这里逐步经营大连至朝鲜新义州、平壤、蔚山和日本福冈、大阪、东京的航空邮件和客货运输。1937年，又先后开辟了大连至沈阳、天津、北平等中国北方各大城市的航线。
1945年日本战败投降，苏联雅曼诺夫少将率250名空降兵进驻机场。在此后的十年间，周水子机场均由苏军代管。1955年5月苏联红军将机场正式移交给中国人民解放军。1972年10月6日，经中华人民共和国国务院、中共中央军委批准，在大连空军周水子机场建立民航大连站。1973年3月3日，民航大连站正式组建，并于4月6日正式开航。当时的民航大连站，航站楼是借用空军场站的一栋二层小楼和六间平房，跑道长2040米，停机坪包括联络道仅有8000多平方米，只能供安-24型以下飞机起降，年发送旅客1961人，货邮吞吐量129吨，职工仅有37人。
1984年4月，大连机场的第一次大规模扩建，一个具有长3300米、宽45米的跑道及滑行道、联络道、停机坪的民用机场初具规模，结束了大连机场只能起降中小型飞机的历史。
1985年，经国务院批准成为对外开放国际机场。1994年1月，经亚太民航组织认定，国家民航总局批准，更名为“大连周水子国际机场”。
1992年、1999年和2005年，大连机场连续进行了三次大规模的扩建和升档改造。候机楼的面积增加了10倍，停机坪面积增加了30倍，并装备了先进的导航设施设备。飞行区等级达到了4E级1类标准，可以满足当时各种民航飞机的安全起降等級。
2012年，大连周水子国际机场又完成了一次全新装修改造，航站楼总面积达到13.5万平方米，占地总面积达到345万平方米，含18座近机位，24座远机位，设计年旅客吞吐量为1600-2000万之间。
2018年1月，大连周水子国际机场T1航站楼（支线航空公司专用航站楼）启用，拥有18座近机位、24座远机位、设计年旅客吞吐量为1600-2000万之间的航站楼将作为T2航站楼，并增加23个C类机位，使机位总数达到65个，近机位18个，远机位47个。

## 机场设施
问讯中心: 
服务项目：问讯中心主要负责以当面问讯或电话问讯方式，为来往旅客提供方位指引、当日客运航班查询、疑难问题解答以及提供特色便民服务。
服务位置
在候机楼值机大厅（国航和川航值机柜台对面）分别设有两组人工问讯服务柜台。
货币兑换: 
服务内容：为旅客提供货币兑换服务。
服务位置：国际到达出口10号门旁和国内到达1号行李转盘对面
服务时间：10：00—24:00
火车票代售点: 
服务内容：负责为来往旅客提供代售火车票服务。
服务地点：候机楼1号出口对面
服务时间：08：40—18：50
机场保障
机场保障设备: 30吨级的货物装卸平台车、旅客登机用客梯车、传送带车、摆渡车；机务保障车：交直流电源车、直流电源车、飞机牵引车、双管汽源车等；场道维护保障特种车辆：扫雪车、吹雪车、跑道清扫车、跑道应急照明车、跑道测试车、专业驱鸟车、飞机引导车等

## 航空公司及航点
2025年度夏秋航班计划（3月30日至10月25日），机场运营航线177条，通航城市155个。

### 境內航線
| 航空公司     | 目的地 |
| ------------ | --- |
| 中國南方航空 | 北京/大興、天津、石家庄、太原、延吉、齐齐哈尔、大庆、牡丹江、上海/浦东、南京、 杭州、 宁波、 厦门、南昌、济南、青岛、郑州、武汉、 长沙、广州、深圳、梅州、珠海、海口、三亚、重庆、 成都/天府、贵阳、昆明、西安、 兰州、西宁、 银川 |
| 中国國際航空 | 北京/首都、天津、运城、上海/浦东、南京、杭州、青岛、郑州、长沙、广州、深圳、 成都/双流、成都/天府、昆明、西安、桂林、银川 |

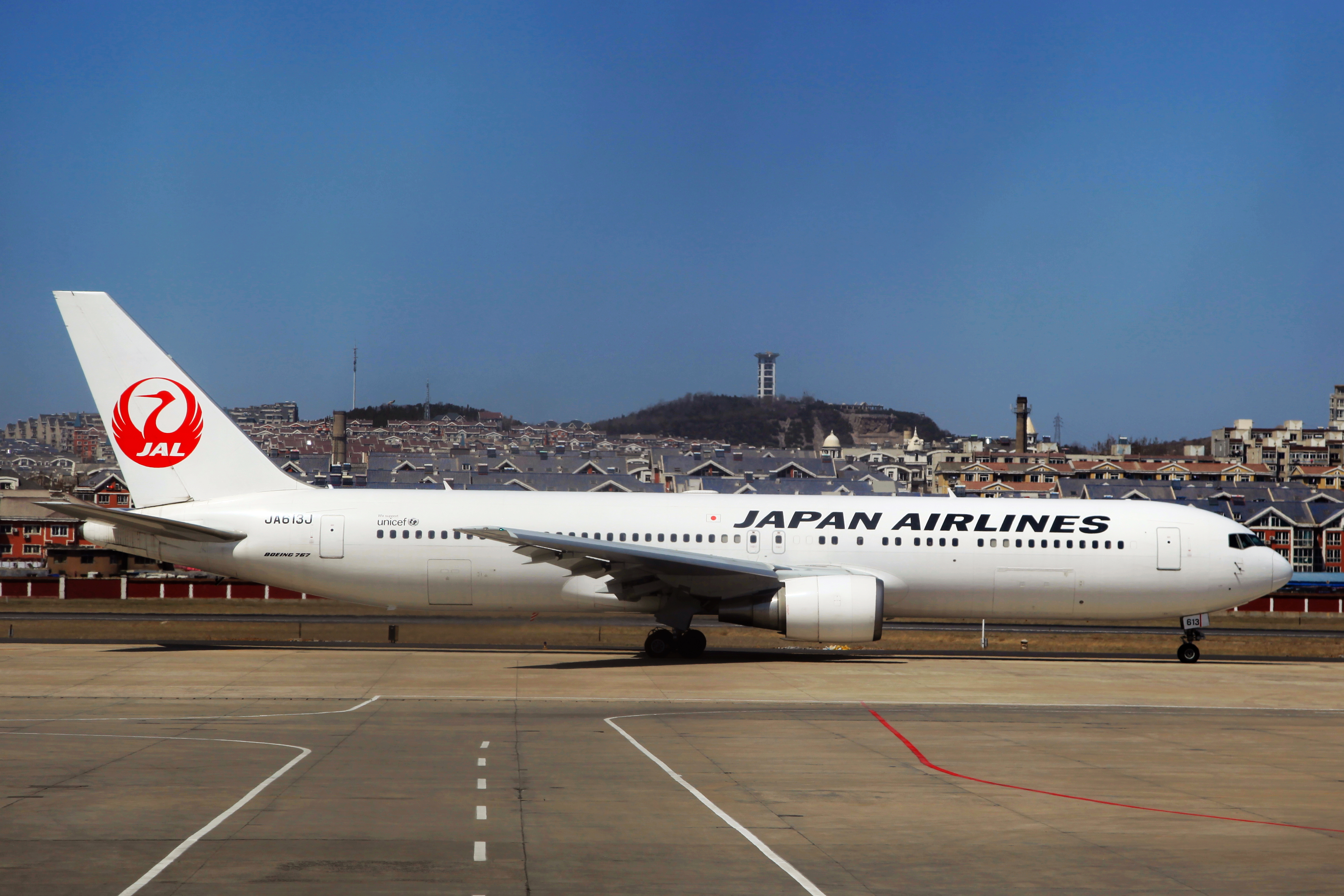
日本航空波音767客机

| 中国东方航空 | 北京/大興、常州、朝阳、重庆、福州、哈尔滨、汉中、海拉尔、淮安、昆明、洛阳、南京、南宁、宁波、青岛、三亚、上海/浦东、无锡/蘇州、西安、厦门、伊春、郑州、昆明（經停黃山）                                                            |
| 海南航空     | 北京/首都、天津、太原、佳木斯、上海/浦东、 南京、福州、潍坊、郑州、武汉、长沙、广州、深圳、珠海、贵阳、西安、兰州、银川 |
| 厦门航空     | 天津、上海/浦东、南京、杭州、宁波、福州、厦门、淮安、泉州、济南、青岛、长沙、西宁、银川 |
| 深圳航空     | 无锡、南京、扬州、南通、福州、济南、郑州、长沙、广州、深圳、南宁、重庆、昆明、贵阳 |
| 天津航空     | 天津、呼和浩特、包头、杭州、赤峰、 上海/浦东、南京、温州、青岛、烟台、威海、临沂、 西安、海拉尔 |
| 华夏航空     | 天津、呼和浩特、包头、杭州、东营、济宁、威海、南阳、重庆、西安、兰州、西宁、乌鲁木齐、鸡西 |
| 山东航空     | 盐城、杭州、温州、厦门（經停杭州）、济南、青岛、南宁、重庆、贵阳 |
| 春秋航空     | 洛阳、上海/浦东、石家庄、常州 |
| 吉祥航空     | 上海/浦东、南京、温州、张家界、三亚 |
| 上海航空     | 上海/浦东、日照 |
| 瑞丽航空     | 太原、昆明 |
| 四川航空     | 徐州、杭州、济南、重庆、成都/天府 |
| 首都航空     | 杭州、武汉、海口、三亚 |
| 东海航空     | 连云港、宁波、郑州 |
| 成都航空     | 济宁、成都/天府、杭州 |
| 奥凯航空     | 太原、长沙 |
| 长龙航空     | 杭州、邯郸 |
| 长安航空     | 连云港 |
| 金鵬航空     | 连云港 |
| 中国联合航空 | 北京/大興 |
| 江西航空     | 南昌 |
| 幸福航空     | 烟台 |
| 祥鹏航空     | 武汉、昆明 |
| 桂林航空     | 桂林、唐山 |
| 九元航空     | 广州、温州 |
| 昆明航空     | 昆明、西安 |
| 飞龙专业航空 | 长海 |

### 港澳台/國際航線
| 航空公司     | 目的地                                        |
| ------------ | --------------------------------------------- |
| 中國南方航空 | 首爾/仁川、東京/成田、名古屋、富山、大阪/关西 |
| 中國國際航空 | 香港、東京/成田、福岡、仙台、广岛             |
| 春秋航空     | 福岡、大阪/关西                               |
| 海南航空     | 海參崴                                        |
| 青岛航空     | 曼谷/廊曼、胡志明市、河内                     |
| 全日本空输   | 東京/成田                                     |
| 日本航空     | 東京/羽田                                     |
| 大韓航空     | 首爾/仁川                                     |
| 韩亚航空     | 首爾/仁川                                     |
| 俄羅斯航空   | 海參崴                                        |
| 越捷航空     | 芽庄                                          |

### 货运航點
| 航空公司     | 目的地                                       |
| ------------ | -------------------------------------------- |
| 中国邮政航空 | 济南、南京、杭州、深圳、沈阳、天津、首尔仁川 |
| 全日空航空   | 天津、大阪、东京-成田                        |
| 阿联酋航空   | 迪拜（包机）                                 |

## 统计数据
| 年份 | 旅客吞吐量排名 | 旅客吞吐量（人） | 增减% | 货邮吞吐量排名 | 货邮吞吐量（吨） | 增减% | 起降架次排名 | 起降架次（次） | 增减% |
| ---- | -------------- | ---------------- | ----- | -------------- | ---------------- | ----- | ------------ | -------------- | ----- |
| 2017 | 23             | 17,503,810       | 14.7  | 17             | 164,777.6        | 10.6  | 23           | 141,428        | 10.8  |
| 2016 | 22             | 15,258,209       | 7.8   | 19             | 149,008.0        | 8.7   | 23           | 127,680        | 8.4   |
| 2015 | 21             | 14,154,130       | 4.4   | 19             | 137,048.1        | 2.7   | 22           | 117,794        | 2.2   |
| 2014 | 20             | 13,551,223       | -3.8  | 19             | 133,490.0        | 0.9   | 20           | 115,284        | 7.0   |
| 2013 | 17             | 14,083,131       | 5.6   | 18             | 132,330.4        | -3.1  | 20           | 107,709        | 7.5   |
| 2012 | 16             | 13,337,184       | 11.0  | 16             | 136,546.8        | -1.0  | 20           | 100,231        | 6.2   |
| 2011 | 15             | 12,012,094       | 12.2  | 15             | 137,859.1        | -1.9  | 19           | 94,344         | 3.0   |
| 2010 | 16             | 10,703,640       | 12.1  | 15             | 140,554.3        | 11.7  | 18           | 91,628         | 7.3   |
| 2009 | 16             | 9,550,365        | 16.4  | 15             | 125,832.0        | -2.7  | 17           | 85,390         | 16.8  |
| 2008 | 16             | 8,205,454        | 12.7  | 14             | 129,388.1        | 6.4   | 17           | 73,082         | 15.2  |
| 2007 | 16             | 7,281,084        | 14.6  | 13             | 121,693.4        | 11.7  | 18           | 63,416         | 12.5  |
| 2006 | 15             | 6,351,089        | 17.5  | 12             | 108,992.5        | 10.0  | 18           | 56,374         | 11.9  |
| 2005 | 14             | 5,407,452        | 17.2  | 12             | 99,077.9         | 10.5  | 18           | 50,387         | 8.2   |
| 2004 | 14             | 4,614,166        | 34.9  | 11             | 89,699.4         | 19.9  | 19           | 46,554         | 32.1  |
| 2003 | 14             | 3,420,307        | 2.6   | 12             | 74,784.0         | 3.0   | 18           | 35,248         | -6.1  |

请参阅源Wikidata查询.

## 交通

### 轨道交通
大连地铁2号线已于2015年5月22日开通试运营，线路在机场南侧设机场站，并在机场内部有连接出入口。

### 公共交通
701路（中山广场-砬子山）、710路（捷胜街-兰花小区）、717路（太原街-新星绿城）、9路（博雅中学-南松路 ）、532路（安阳街-辛寨子小学）（票价1元），908路，票价2元（大连北站-锦绣小区）
站北广场-旅顺  大连火车站-夏家河 兴工街-西沟 兴工街-大东沟  建设街-大黑石  兴工街-革镇堡（票价1-5元不等）
701、717路在联营汽修厂站下车（距机场较近），其余车辆均在机场站下车，北向大约步行13分钟即可到达机场。

### 大连机场巴士
大连北站免费巴士：只要持有当日火车票和机票就可以免费乘坐大连机场巴士，大巴乘坐地点位于大连北站北广场西侧B1售票大厅，发车时间分别为10:30、14:00、17:00。
大连机场巴士：人民路→大连周水子机场 停靠站：【上行】人民路 -- 胜利广场 -- 民航大厦 -- 五一广场 -- 兴工街 -- 沙河口火车站 -- 春柳 -- 机场    运营时间：按进港航班时刻，每班次发一趟，票价5元，市区回程机场空车运行。

## 意外事故
- 2002年5月7日，中國北方航空6136號班機（麥道MD-82，編號B-2138）由北京飛往大連，在降落前遭乘客縱火而墜入大連近海，機上112人全部遇難。

- 2008年4月30日，中國南方航空6621號班機（空中客車A319，編號B-2296）由大連經瀋陽飛往延吉，預備由大連機場10號跑道起飛時，由大連飛往杭州的廈門航空8052號班機（波音737-700，編號B-2992）誤入10號跑道中段，使得兩機幾乎相撞，其後南航班機在塔台指示下中斷起飛，撞機事件得以避免。[8]